# Francesc Perpinyà Sala i Sasala
Francesc Perpinyà Sala i Sasala (Granollers, 1675 -1730) ciutadà honrat de Barcelona, s'alça el 12 de setembre de 1714, per oposar-se a la rendició de Barcelona davant les tropes borbòniques i per demanar la continuació de la lluita, des que el dia abans, al voltant de les dues del migdia, el general Villarroel, constatant la impossibilitat de la defensa, decidí capitular. Francesc Perpinyà Sala perd la votació. Quatre dies després, la Diputació del General és suprimida pel mariscal Berwick. Francesc de Perpinyà (El 22 de juliol de 1713 havia estat escollit membre de la Diputació del General) va veure embargats els seus béns, que no li foren retornats fins a la pau de Viena de 1725. Va morir el 1730.
Francesc Perpinyà Sala i Sasala era fill de N'Anton Grat Perpinyà i Na Maria Sala i Sasala. El seu pare provenia del llinatge dels Perpinyà, originari de Girona, on apareixen documentats com a mercaders ja al segle xiv. Al segle xvii havien estat nomenats Ciutadans Honrats de Girona i, també, de Barcelona. Uns drets que en Francesc va heretar tan bon punt va néixer. La seva mare, Maria Sala, era la mestressa i propietària de tots els béns acumulats per la poderosa família dels Masferrer (com la Masia Can Masferrer). Un cop casats anaren a viure a la Plaça Major de Granollers, a Can Masferrer, on van tenir tres fills: Na Maria, Na Maria Teresa, i En Francesc, que visqueren al Palau dels Masferrer, al bell mig de Granollers.